# Climatoterapia

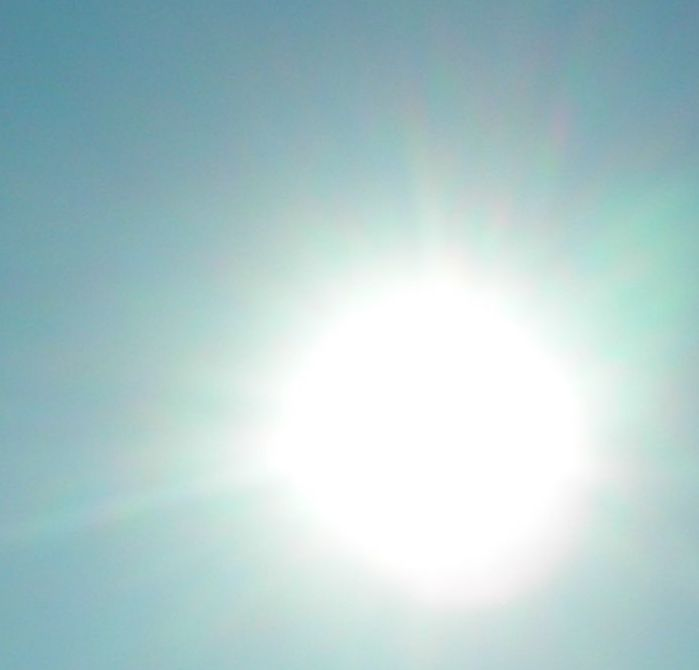

La climatoterapia è un trattamento terapeutico non convenzionale, basato sull'azione positiva esercitata dal clima di alcuni luoghi sull'organismo umano.

## Climi

### Clima di mare
In merito ai benefici tratti dalle località marinare, si parla più specificatamente di Talassoterapia (dal greco «thálassa», «mare» e «therapéia», «terapia»). La cura consiste in una formula naturale, composta dall'azione sinergica di tre elementi: acqua, sali minerali e raggi solari.

## Controindicazioni
La climatoterapia è sconsigliata in caso di:
- Melanoma
- IRA (Insufficienza Renale Acuta)
- Interventi di chirurgia estetica, effettuati da meno di 12 mesi

## Congressi
La FE.M.TE.C. è la Federazione Mondiale del Termalismo e della Climatoterapia, la quale promuove annualmente Forum Internazionali nei vari Stati, in cui il tema principale è la salute e tutto ciò che contribuisce al suo mantenimento e miglioramento:
- Medicina Termale e Talassoterapia
- Medicina dello Sport
- Medicina del Benessere
- Medicina Naturale
- Climatologia e Bioclimatologia